# Garrick Ohlsson
Pour les articles homonymes, voir Ohlsson.
Garrick Ohlsson est un pianiste américain, né le 3 avril 1948 à New York.

## Biographie
Cet artiste de renommée mondiale a été formé notamment à la Juilliard School et auprès de maîtres comme Claudio Arrau, Sascha Gorodnitzki ou Rosina Lhevinne.
Il est connu pour avoir été le premier Américain à avoir remporté, en 1970, le prestigieux Concours international de piano Frédéric Chopin à Varsovie.
D'autres premiers prix lui ont également été décernés, en particulier ceux du Concours Busoni en Italie (1966) et du Concours de Montréal.
Il a mené une grande carrière de concertiste, étalée sur près de quatre décennies. Son répertoire, très important, comporte plus de 80 concertos. Ses enregistrements sont également fort nombreux, pour le compte d'une dizaine de labels, dont RCA, Angel Records (en), BMG, EMI Classics ou Telarc.
Garrick Ohlsson fait partie des pianistes Bösendorfer.